# Matrika oznak
Matrika oznak je diagonalna matrika, ki ima na glavni diagonali elemente, ki so enaki +1 ali -1.

## Zgled
{\displaystyle A={\begin{pmatrix}\pm 1&0&\cdots &0&0\\0&\pm 1&\cdots &0&0\\\vdots &\vdots &\ddots &\vdots &\vdots \\0&0&\cdots &\pm 1&0\\0&0&\cdots &0&\pm 1\end{pmatrix}}}

## Značilnosti
- vsaka matrika oznak je sama sebi obratna matrika, kar pomeni, da je involutarna matrika. Torej je kvadratni koren enotske matrike.
- matrike oznak so simetrične matrike in involutarne matrike, kar pomeni, da so ortogonalne
- geometrijsko pomeni matrika oznak zrcaljenje na oseh, ki imajo negativne vrednosti v vrsticah ali stolpcih.